# Reinhold von Rosen (död 1667)
Reinhold von Rosen, född omkring 1600 i Livland död 18 december 1667 Elsass, var en tysk-svensk militär.
Reinhold von Rosen trädde som ung i svensk tjänst, var 1627 fänrik vid Gröna gardet och under trettioåriga krigets första år ryttmästare vid finska kavalleriet. Efter slaget vid Nördlingen gick han i fransk tjänst, deltog i Bernhard av Weimars fälttåg i Elsass och ställdes efter hertigens död i spetsen för dennes trupper. Han avancerade till generallöjtnant men råkade i konflikt med Henri de la Tour d'Auvergne de Turenne, som lät hålla honom i långvarigt fängelse, ur vilket han befriades först efter Axel Oxenstiernas ingripande. 1651 lämnade han sina militära befattningar men kvarstod till sin död som chef för Elsass' förvaltning.